# 奧馬利·基利文
奧馬利·謝米安·基利文（英語：Omari Jamian Kellyman，2005年9月15日—）是一名職業足球員，司職進攻中場，現效力英超球會車路士。

## 球會生涯

### 早年生涯
基利文於出生，並在2012年加入當地球會打比郡的青訓學院。2021年11月21日，他在對陣般尼茅夫的英冠賽事中首次被列入比賽名單，但並未上陣。

### 阿士東維拉
2022年3月，基利文轉投英超球會阿士東維拉的青訓學院，青訓賠償費據報約60萬英鎊。同年9月，他與球會簽下首份職業合約。
2023年5月，基利文在對陣大埔的2023年香港足球會國際七人足球賽決賽中梅開二度，協助阿士東維拉U21奪得盃賽冠軍，並獲選為賽事最佳球員。他在同年7月獲列入球會一隊的季前集訓名單，並隨隊前往美國參與季前熱身賽。同年8月31日，他在對陣的歐協聯賽事中上演職業生涯地標戰，並在比賽中助攻了，協助球隊以3–0勝出。同年11月，他與球會達成協議續約。
2024年4月3日，他在對陣曼城的4–1敗仗中首次在英超上陣。

### 車路士
2024年6月29日，英超球會車路士宣布簽入基利文，轉會費據報為1900萬英鎊。他簽下一紙為期六年的合約，並設有續約一年的選項。

## 國家隊生涯
基利文出生於英格蘭，他的母親是北愛爾蘭人，父親是加納人。他擁有在國際賽事代表英格蘭和北愛爾蘭的資格。基利文曾代表北愛爾蘭U17和U18，但他在2023年決定轉為代表英格蘭。
2023年9月1日，他獲英格蘭U19徵召，並在同月6日對陣德國的1–0敗仗中首次為英格蘭青年國家隊上陣。
2024年5月，基利文首次獲英格蘭U20徵召。

## 生涯統計

### 球會
最後更新：2024年5月19日
| 效力球會      | 球季     | 聯賽     | 聯賽 | 聯賽 | 國家盃賽 | 國家盃賽 | 聯賽盃賽 | 聯賽盃賽 | 歐洲賽 | 歐洲賽 | 其他 | 其他 | 總計 | 總計 |
| 效力球會      | 球季     | 聯賽     | 上陣 | 入球 | 上陣     | 入球     | 上陣     | 入球     | 上陣   | 入球   | 上陣 | 入球 | 上陣 | 入球 |
| ------------- | -------- | -------- | ---- | ---- | -------- | -------- | -------- | -------- | ------ | ------ | ---- | ---- | ---- | ---- |
| 阿士東維拉U21 | 2022–23  | —        | —    | —    | —        | —        | —        | —        | —      | —      | 1    | 0    | 1    | 0    |
| 阿士東維拉U21 | 2023–24  | —        | —    | —    | —        | —        | —        | —        | —      | —      | 2    | 1    | 2    | 1    |
| 阿士東維拉U21 | 總計     | 總計     | —    | —    | —        | —        | —        | —        | —      | —      | 3    | 1    | 3    | 1    |
| 阿士東維拉    | 2023–24  | 英超     | 2    | 0    | 0        | 0        | 1        | 0        | 3      | 0      | —    | —    | 6    | 0    |
| 生涯總計      | 生涯總計 | 生涯總計 | 2    | 0    | 0        | 0        | 1        | 0        | 3      | 0      | 3    | 1    | 9    | 1    |

1. 1 2  於英格蘭足球聯賽錦標賽上陣。
2. ↑  於歐協聯賽事上陣。

## 榮譽

### 球會
阿士東維拉U21
- 伯明翰高級盃（英语：Birmingham Senior Cup）：2023–24[22]

## 外部連結
- worldfootball.net：奧馬利·基利文之統計數據 （英文）